# Saison 4 de The Walking Dead
Chronologie
Saison 3 Saison 5

La quatrième saison de The Walking Dead, série télévisée américaine inspirée de la bande dessinée du même nom de Robert Kirkman et Charlie Adlard est constituée de seize épisodes, diffusés du 13 octobre 2013 au 30 mars 2014 sur AMC.
Cette saison suit les aventures de Rick Grimes et de son groupe, depuis l'apparition d'une épidémie meurtrière au sein de la prison jusqu'au piège tendu par les habitants du Terminus.

## Généralités
La trame de l'histoire et l'évolution des personnages de la série télévisée sont indépendantes des comics dont elle s'inspire.
Après un phénomène inexpliqué qui a subitement transformé la majeure partie de la population mondiale en « rôdeurs » ou mort-vivant, un groupe d'américains guidé par Rick Grimes, ancien adjoint du shérif d'un comté de Géorgie, tente de survivre.
Lors de cette saison, Rick Grimes a su développer une véritable communauté au sein de la prison jusqu'à l'arrivée des derniers survivants du groupe de Rick au Terminus…

## Synopsis
Plusieurs mois après les derniers évènements, les occupants de la prison, qui ont réussi à la sécuriser à nouveau depuis la disparition du Gouverneur, accueillent désormais une grande population de survivants et la vie reprend peu à peu son cours. Toutefois, les épreuves de Woodbury ont laissé des traces : Rick, qui n'est plus que « l'ombre de lui-même », refuse de porter son arme, allant même jusqu’à céder sa place de leader au sein du groupe à un Conseil qui se compose de Hershel, Sasha, Glenn, Daryl et Carol. Michonne quant à elle est déterminée à trouver et à tuer le Gouverneur pour venger la mort d'Andrea.
Un autre problème vient s'additionner à la vie des occupants : une épidémie commence à se propager à l'intérieur de la prison, touchant et tuant de nombreuses personnes, lesquelles se transforment peu après en rôdeurs. Dans l'urgence, ils prennent la décision de mettre les malades en quarantaine. Karen, la petite amie de Tyreese, qui a été touchée par l’épidémie, est retrouvée morte, le corps entièrement brûlé. Cette découverte affecte profondément Tyreese, qui exige de Rick des explications. Dans sa rage, Tyreese s'en prend à Rick mais celui-ci riposte avec une telle violence qu'il se blesse à la main droite.
Dehors, la situation empire, les rôdeurs, toujours plus nombreux, s'agglutinent contre la grille et risquent de la faire céder à tout moment, tandis que le Gouverneur, plein de rancune à l'égard de Rick, veut sa revanche.

## Distribution

### Acteurs principaux
- Andrew Lincoln (VF : Tanguy Goasdoué) : Rick Grimes
- Norman Reedus (VF : Emmanuel Karsen) : Daryl Dixon
- Steven Yeun (VF : Benoît DuPac) : Glenn Rhee
- Lauren Cohan (VF : Marie Giraudon) : Maggie Greene
- Chandler Riggs (VF : Hervé Grull) : Carl Grimes
- Danai Gurira (VF : Laura Zichy) : Michonne
- Melissa McBride (VF : Françoise Rigal) : Carol Peletier
- Scott Wilson (VF : Michel Ruhl) : Hershel Greene
- David Morrissey (VF : Nicolas Marié) : Philip Blake / le Gouverneur alias Brian Herriot (épisodes 5 à 9)

### Acteurs co-principaux
- Emily Kinney (VF : Lucille Boudonnat) : Beth Greene
- Chad Coleman (VF : Asto Montcho) : Tyreese Williams
- Sonequa Martin-Green (VF : Géraldine Asselin) : Sasha Williams
- Lawrence Gilliard, Jr. (VF : Bertrand Nadler) : Bob Stookey

### Acteurs récurrents
- Alanna Masterson (VF : Pamela Ravassard) : Tara Chambler (8 épisodes)
- Brighton Sharbino (VF : Emmylou Homs) : Lizzie Samuels (8 épisodes)
- Kyla Kenedy (VF : Caroline Combes) : Mika Samuels (7 épisodes)
- Sunkrish Bala (en) (VF : Marc Saez) : Dr Caleb Subramanian (6 épisodes)
- Melissa Ponzio (VF : Élisa Bourreau) : Karen (5 épisodes)
- Christian Serratos (VF : Adeline Chetail) : Rosita Espinosa (4 épisodes)
- Michael Cudlitz (VF : Lionel Tua) : le sergent Abraham Ford (4 épisodes)
- Josh McDermitt (VF : Ludovic Baugin) : Dr Eugene Porter (4 épisodes)
- Jeff Kober (VF : Bernard Métraux) : Joe (4 épisodes)
- Audrey Marie Anderson (VF : Sylvie Jacob) : Lilly Chambler (4 épisodes)
- Davi Jay (VF : Rody Benghezala) : Tony (4 épisodes)
- Luke Donaldson : Luke (4 épisodes)
- Sherry Richards : Jeanette (4 épisodes)
- Jose Pablo Cantillo (VF : Jonathan Amram) : Caesar Martinez (2 épisodes - récurrence à travers les saisons)

### Invités
- Kennedy Brice : Molly (épisodes 1, 2 et 8)
- Vincent Martella (VF : Charles Pestel) : Patrick (épisodes 1, 2 et 16)
- Kerry Condon (VF : Edwige Lemoine) : Clara (épisodes 1, 8 et 10)
- Victor McCay : Ryan Samuels (épisodes 1 et 2)
- Kyle Gallner (VF : Brice Ournac) : Zach (épisodes 1 et 16)
- Robin Lord Taylor (VF : Taric Mehani) : Sam (épisode 4)
- Brina Palencia : Ana (épisode 4)
- Meyrick Murphy (VF : Claire Baradat) : Meghan Chambler (épisodes 6, 7 et 8)
- Danny Vinson (VF : José Luccioni) : David Chambler (épisode 6)
- Enver Gjokaj (VF : Sylvain Agaësse) : Pete Dolgen (épisode 7)
- Kirk Acevedo (VF : Cyrille Monge) : Mitch Dolgen (épisodes 7 et 8)
- Juliana Harkavy (VF : Barbara Delsol) : Alisha (épisodes 7 et 8)
- Aldis Hodge (VF : Rody Benghezala) : Mike (épisode 9)
- Brandon Fobbs (VF : Jean-Baptiste Anoumon) : Terry (épisode 9)
- Denise Crosby : Mary (épisodes 15 et 16)
- Tate Ellington (VF : Jérémy Bardeau) : Alex (épisode 16)
- Andrew James West (VF : Axel Kiener) : Gareth (épisode 16)
- Lennie James : Morgan Jones (épisode 16)

## Production

### Développement
Le 21 octobre 2012, à la suite des records d'audiences des premiers épisodes de la troisième saison, la chaîne a annoncé le renouvellement de la série pour une quatrième saison de seize épisodes.

### Attribution des rôles
En mars 2013, David Morrissey a été confirmé pour reprendre son rôle lors de cette saison.
En avril 2013, lors d'une interview, Melissa McBride annonce qu'elle a obtenu le statut d'actrice principale depuis la deuxième saison et Scott Wilson depuis la troisième saison. Le même mois, Emily Kinney,, Chad Coleman, et Sonequa Martin-Green, ont été promus au rang d'acteur principal ainsi que Lawrence Gilliard, Jr. et Melissa Ponzio est annoncée dans un rôle récurrent lors de cette saison.
En juin 2013, l'acteur Jose Pablo Cantillo a été confirmé pour reprendre son rôle récurrent lors de cette saison.
En juillet 2013, Danny Vinson a obtenu un rôle le temps d'un épisode.
En septembre 2013, les actrices Christian Serratos et Alanna Masterson puis en octobre 2013, les acteurs Michael Cudlitz et Josh McDermitt ont obtenu un rôle récurrent.

### Tournage
Le tournage de la saison a débuté le 6 mai 2013 à Atlanta en Géorgie aux États-Unis.

## Liste des épisodes
1. 30 jours sans accident
2. Infectés
3. Isolement
4. Indifférence
5. Internement
6. Appât vivant
7. Poids mort
8. Désespéré
9. Après
10. Détenus
11. Revendiqué
12. Parenthèse
13. Seul
14. Le Verger
15. Nous
16. A

### Épisode 1:30 jours sans accident
- États-Unis : 13 octobre 2013 sur AMC[13]
- France : 
  - 14 octobre 2013 sur OCS Choc[14] (en VOSTFr)
  - 11 mai 2014 OCS Choc[15],[16] (en VF)
- Belgique : 23 mai 2014 sur Be Séries[17]

- États-Unis : 16,11 millions de téléspectateurs[18] (première diffusion)

- Brandon Carroll (David)
- Brighton Sharbino (Lizzie Samuels)
- Kerry Condon (Clara)
- Victor McCay (Ryan Samuels)
- Kyle Gallner (Zach)
- Vincent Martella (Patrick)
- Sunkrish Bala (Dr Subramanian)
- Melissa Ponzio (Karen)

- David Morrissey, le gouverneur, n'apparaît pas dans cet épisode.

### Épisode 2:Infectés
- États-Unis : 20 octobre 2013 sur AMC
- France : 
  - 21 octobre 2013 sur OCS Choc (en VOSTFr)
  - 11 mai 2014 sur OCS Choc[15],[16] (en VF)
- Belgique : 23 mai 2014 sur Be Séries[17]

- États-Unis : 13,9 millions de téléspectateurs[19] (première diffusion)

- Brandon Carroll (David)
- Brighton Sharbino (Lizzie Samuels)
- Luke Donaldson (Luke)
- Melissa Ponzio (Karen)
- Sunkrish Bala (Dr Subramanian)
- Victor McCay (Ryan Samuels)
- Vincent Martella (Patrick)

- David Morrissey, le gouverneur, n'apparaît pas dans cet épisode.

### Épisode 3:Isolement
- États-Unis : 27 octobre 2013 sur AMC
- France : 
  - 28 octobre 2013 sur OCS Choc (en VOSTFr)
  - 18 mai 2014 sur OCS Choc[15],[16] (en VF)
- Belgique : 30 mai 2014 sur Be Séries[20]

- États-Unis : 12,9 millions de téléspectateurs[21] (première diffusion)

- Brighton Sharbino (Lizzie Samuels)
- Sunkrish Bala (Dr Subramanian)

- David Morrissey n'apparaît pas dans cet épisode.

### Épisode 4:Indifférence
- États-Unis : 3 novembre 2013 sur AMC
- France : 
  - 4 novembre 2013 sur OCS Choc (en VOSTFr)
  - 18 mai 2014 sur OCS Choc[15],[16] (en VF)
- Belgique : 30 mai 2014 sur Be Séries[20]

- États-Unis : 13,3 millions de téléspectateurs[22] (première diffusion)

- Brighton Sharbino (Lizzie Samuels)
- Brina Palencia (Ana)
- Robin Lord Taylor (Sam)

- Cet épisode marque la dernière apparition de l'actrice Melissa McBride dans cette première partie de la saison.
- David Morrissey n'apparaît pas dans cet épisode.

### Épisode 5:Internement
- États-Unis : 10 novembre 2013 sur AMC
- France : 
  - 11 novembre 2013 sur OCS Choc (en VOSTFr)
  - 25 mai 2014 sur OCS Choc[15],[16] (en VF)
- Belgique : 6 juin 2014 sur Be Séries[20]

- États-Unis : 12,2 millions de téléspectateurs[23] (première diffusion)

- Brighton Sharbino (Lizzie Samuels)
- Luke Donaldson (Luke)
- Sunkrish Bala (Dr Subramanian)

- Cet épisode marque le grand retour de David Morrissey
- Melissa McBride n’apparaît pas dans cet épisode.

### Épisode 6:Appât vivant
- États-Unis : 17 novembre 2013 sur AMC
- France : 
  - 18 novembre 2013 sur OCS Choc (en VOSTFr)
  - 25 mai 2014 sur OCS Choc[15],[16] (en VF)
- Belgique : 6 juin 2014 sur Be Séries[20]

- États-Unis : 12 millions de téléspectateurs[24] (première diffusion)

- Alanna Masterson (Tara Chambler)
- Audrey Marie Anderson (Lily Chambler)
- Jose Pablo Cantillo (Ceasar Martinez)
- Danny Vinson (David Chambler)
- Travis Love (Shumpert)

- Andrew Lincoln, Norman Reedus, Steven Yeun, Lauren Cohan, Chandler Riggs, Danai Gurira, Melissa McBride, Emily Kinney, Chad Coleman, Sonequa Martin-Green, Lawrence Gilliard Jr. et Scott Wilson n'apparaissent pas dans cet épisode.

### Épisode 7:Poids mort
- États-Unis : 24 novembre 2013 sur AMC
- France : 
  - 25 novembre 2013 sur OCS Choc (en VOSTFr)
  - 1er juin 2014 sur OCS Choc[15],[16] (en VF)
- Belgique : 13 juin 2014 sur Be Séries[20]

- États-Unis : 11,29 millions de téléspectateurs[25] (première diffusion)

- Alanna Masterson (Tara Chambler)
- Audrey Marie Anderson (Lily Chambler)
- Jose Pablo Cantillo (Ceasar Martinez)
- Kirk Acevedo (Mitch Dolgen)
- Enver Gjokaj (Pete Dolgen)
- Juliana Harkavy (Alisha)

- Norman Reedus, Steven Yeun, Lauren Cohan, Melissa McBride, Emily Kinney, Chad Coleman, Sonequa Martin-Green et Lawrence Gilliard Jr. n'apparaissent pas dans cet épisode.

### Épisode 8:Désespéré
- États-Unis : 1er décembre 2013 sur AMC
- France : 
  - 2 décembre 2013 sur OCS Choc (en VOSTFr)
  - 1er juin 2014 sur OCS Choc[15],[16] (en VF)
- Belgique : 13 juin 2014 sur Be Séries[20]

- États-Unis : 12,05 millions de téléspectateurs[26] (première diffusion)

- Alanna Masterson (Tara Chambler)
- Audrey Marie Anderson (Lily Chambler)
- Brighton Sharbino (Lizzie Samuels)
- Kirk Acevedo (Mitch Dolgen)
- Juliana Harkavy (Alisha)
- Luke Donaldson (Luke)
- Kerry Condon (Clara)

- Cet épisode marque le départ des acteurs Scott Wilson et David Morrissey qui incarnaient respectivement les personnages de Hershel Greene et Le Gouverneur.
- Melissa McBride n'apparaît pas dans cet épisode.

### Épisode 9:Après
- États-Unis : 9 février 2014 sur AMC[27]
- France : 
  - 10 février 2014 sur OCS Choc (en VOSTFr)
  - 8 juin 2014 sur OCS Choc[15],[16] (en VF)
- Belgique : 20 juin 2014 sur Be Séries[20]

- États-Unis : 15,76 millions de téléspectateurs[28] (première diffusion)

- Audrey Marie Anderson (Lily Chambler)
- Kyla Kenedy (Mika Samuels)
- Alanna Masterson (Tara Chambler)
- Brighton Sharbino (Lizzie Samuels)

Rick et Carl retrouvent désormais leur ancien mode de vie : chercher des vivres et un lieu sécurisé. Carl fait la majeure partie du travail, son père ayant encore gardé les séquelles du combat contre le Gouverneur. Ils finissent par trouver quelques vivres dans un magasin et un lieu sécurisé pour y rester, mais Carl en a assez de se faire traiter comme un enfant par son père. Il essaie de lui prouver qu'il est devenu un « homme ». De son côté, Michonne, toujours à la prison désormais réduite en cendres, « dompte » deux rôdeurs, et solennellement, elle transperce la tête d'Hershel qui s'était transformé. Puis, elle se lance à la recherche de vivres mais aussi de ses compagnons.
Le lendemain, Carl se réveille et remarque que son père s'est évanoui. Il aperçoit aussi des rôdeurs qui tentent de pénétrer dans la maison. Il essaie de les chasser mais finit encerclé. Il parvient à s'en sortir in-extremis mais se retrouve sans munitions. Carl retourne voir son père, toujours inconscient mais le jeune garçon semble être triste. Carl se lance ainsi dans une nouvelle survie, sans son père.
Carl, désormais seul, trouve des vivres dans une maison non loin du lieu où il a laissé son père. En explorant la maison, il se retrouve nez à nez avec un rôdeur, et bien qu'il soit à court de munitions, le jeune homme s'en sort.
Carl décide ensuite de retourner voir son père, qui enfin se réveille. Il reconnaît alors que son fils est devenu mature.
De son côté, Michonne, quelques années plus tôt, est en compagnie de son jeune fils, de son fiancé et d'un ami, aux premiers jours de l'épidémie. Cela permet de comprendre qui étaient les deux rôdeurs qu'elle avait « domestiqués » pendant sa survie avec Andrea. Quand soudain, Michonne se réveille de son cauchemar.
Plus tard, à la vue d'un rôdeur à la couleur de peau noire, Michonne éprouve du chagrin et semble revivre son cauchemar. Ce rôdeur lui fait penser à elle-même et de colère, elle finit par tous les décapiter.
- Norman Reedus, Steven Yeun, Lauren Cohan, Melissa McBride, Emily Kinney, Chad Coleman, Sonequa Martin-Green et Lawrence Gilliard Jr.. n'apparaissent pas dans cet épisode.

### Épisode 10:Détenus
- États-Unis : 16 février 2014 sur AMC
- France : 
  - 17 février 2014 sur OCS Choc (en VOSTFr)
  - 8 juin 2014 sur OCS Choc[15],[16] (en VF)
- Belgique : 20 juin 2014 sur Be Séries[20]

- États-Unis : 13,3 millions de téléspectateurs[29] (première diffusion)

- Kyla Kenedy (Mika Samuels)
- Josh McDermitt (Dr Eugene Porter)
- Brighton Sharbino (Lizzie Samuels)
- Michael Cudlitz (Abraham Ford)

- Melissa McBride fait son grand retour dans cet épisode.
- Andrew Lincoln, Chandler Riggs et Danai Gurira n'apparaissent pas dans cet épisode.
- Cet épisode marque l'arrivée dans la distribution des acteurs Michael Cudlitz, Christian Serratos et Josh McDermitt, incarnant respectivement le sergent Abraham Ford, Rosita Espinosa et Eugene Porter.

### Épisode 11:Revendiqué
- États-Unis : 23 février 2014 sur AMC
- France : 
  - 24 février 2014 sur OCS Choc (en VOSTFr)
  - 15 juin 2014 sur OCS Choc[15],[16] (en VF)
- Belgique : 27 juin 2014 sur Be Séries[20]

- États-Unis : 13,12 millions de téléspectateurs[30] (première diffusion)

- Alanna Masterson (Tara Chambler)
- Josh McDermitt (Dr. Eugene Porter)
- Michael Cudlitz (Abraham Ford)
- Christian Serratos (Rosita Espinosa)
- Jeff Kober (Joe)
- Marcus Hester (Len)
- Davi Jay (Tony)

Michonne, qui a Carl et Rick, persuade ce dernier de se reposer pendant qu'ils vont chercher des vivres. Carl en profite pour apprendre que Michonne a eu un fils prénommé André. Pendant que Rick se repose, d'autres survivants pénètrent dans la maison pour s'y installer. Rick comprend que ces personnes sont dangereuses et il est forcé de tuer un membre du groupe. Il parvient à sortir de la maison et s'enfuit avec Carl et Michonne.
De leur côté, Glenn et Tara font la rencontre d'Abraham qui leur demande de le suivre à Washington pour aider Eugène, qui sait comment l'épidémie a commencé. Glenn et Tara refusent car ils veulent retrouver Maggie et le groupe mais Abraham essaie de les en dissuader. S'ensuit un affrontement entre les trois. Pendant ce temps, des rôdeurs arrivent près du camion et Eugène décide de prendre les choses en mains et de tous les tuer avec une mitraillette. Mais ce dernier troue le réservoir d'essence. Ils décident alors de suivre Glenn et Tara.
- Norman Reedus, Lauren Cohan, Melissa McBride, Scott Wilson, Emily Kinney, Chad Coleman, Sonequa Martin-Green et Lawrence Gilliard Jr. n'apparaissent pas dans cet épisode.

### Épisode 12:Parenthèse
- États-Unis : 2 mars 2014 sur AMC
- France : 
  - 3 mars 2014 sur OCS Choc (en VOSTFr)
  - 15 juin 2014 sur OCS Choc[15],[16] (en VF)
- Belgique : 27 juin 2014 sur Be Séries[20]

- États-Unis : 12,61 millions de téléspectateurs[31] (première diffusion)

- Andrew Lincoln, Steven Yeun, Lauren Cohan, Chandler Riggs, Danai Gurira, Melissa McBride, Chad Coleman, Sonequa Martin-Green et Lawrence Gilliard Jr. n'apparaissent pas dans cet épisode

### Épisode 13:Seul
- États-Unis : 9 mars 2014 sur AMC
- France : 
  - 10 mars 2014 sur OCS Choc (en VOSTFr)
  - 22 juin 2014 sur OCS Choc[15],[16] (en VF)
- Belgique : 4 juillet 2014 sur Be Séries[20]

- États-Unis : 12,65 millions de téléspectateurs[33] (première diffusion)

- J.D. Evermore (Harley)
- Marcus Hester (Len)
- Davi Jay (Tony)
- Eric Mendenhall (Billy)
- Jeff Kober (Joe)
- Christopher Weite (Zombie)

Lors d'un flashback, Bob Stookey rencontre le groupe de survivants représenté par Daryl, Glenn et Hershel. Après un rapide interrogatoire, il est invité à rejoindre le groupe.
Bob, Maggie et Sasha sont en plein brouillard, cernés par les rôdeurs. Un affrontement éclate et Bob se fait attaquer. Le combat terminé, par chance l'infirmier n'a rien et ils reprennent leur route jusqu’à la fameuse pancarte du Sanctuaire. Mais pendant la nuit, Maggie s'échappe pour retrouver Glenn et laisse un mot à Bob et Sasha. Cependant, Bob refuse de la laisser partir seule et décide, accompagné de Sasha, de se mettre en route pour la retrouver. Mais les deux partenaires ne sont plus d'accord sur ce qu'il faut faire et ils se séparent. Sasha désormais seule s’effondre avant de remarquer Maggie par terre. Elle fait alors tomber une fenêtre qui attire les rôdeurs et aide Maggie à s'en débarrasser. Puis, elles retrouvent Bob et se mettent en route pour le Sanctuaire.
Du côté de Daryl et Beth, cette dernière apprend à manier une arbalète, mais elle se blesse à la cheville. Daryl l'aide alors et ils reprennent leur route jusqu'à un cimetière où Beth repense à son père qui n'aura pas de sépulture. Ils arrivent jusqu'à une maison abandonnée. Plus tard, Daryl entend un bruit et voit des dizaines de rôdeurs qui pénètrent dans la maison. Daryl les attire alors que Beth fuit la maison sur les ordres de Daryl. Ce dernier une fois débarrassé des rôdeurs, veut retrouver Beth mais elle a disparu en voiture. Il la poursuit alors en vain et s’effondre mais il tombe sur un groupe de six hommes dirigé par Joe, le même groupe qui a attaqué la maison de Rick. Il se présente alors à eux.
- Andrew Lincoln, Chandler Riggs, Danai Gurira, Melissa McBride et  Chad Coleman n'apparaissent pas dans cet épisode.

### Épisode 14:Le Verger
- États-Unis : 16 mars 2014 sur AMC
- France : 
  - 17 mars 2014 sur OCS Choc (en VOSTFr)
  - 22 juin 2014 sur OCS Choc[15],[16] (en VF)
- Belgique : 4 juillet 2014 sur Be Séries[20]

- États-Unis : 12,87 millions de téléspectateurs[34] (première diffusion)

- Brighton Sharbino (Lizzie Samuels)
- Kyla Kenedy (Mika Samuels)

Carol, Tyreese et les fillettes sont en chemin vers le Terminus quand le groupe découvre une petite maison vide, avec un petit bout de terrain. Carol tente d'endurcir la jeune Mika en l'emmenant à la chasse où elle ne peut se résoudre à tuer un daim. Tyreese estime que Lizzie est plus forte que sa petite sœur puisqu'elle a tué des humains pour le sauver, Carol le contredit en lui affirmant que la jeune fille est instable. Lizzie nourrit un rôdeur coincé sur une voie de chemin de fer, sa sœur veut l'en dissuader mais elle lui répond que personne ne les comprend, qu'ils restent des humains, qu'ils sont simplement différents.
Chacun commence à se sentir mieux. Mika et Tyreese émettent le désir de s'établir dans ce nouveau foyer, même si ce dernier souffre toujours de la mort de Karen. Carol ressent une grande culpabilité à son égard.
Carol surprend Lizzie en train de jouer avec une fillette zombie et la tue ce qui entraîne une énorme colère de la jeune fille. Le lendemain, un grand feu se déclenche au loin ce qui ramène des rôdeurs à proximité de la maison. Mika aura l'occasion de prouver de quoi elle est capable en faisant usage d'une arme.
Pendant que Carol et Tyreese sont partis chasser, Lizzie tue Mika en prenant soin d'épargner son cerveau pour qu'elle "revienne" afin de montrer que les rôdeurs sont toujours des êtres vivants. Elle veut faire de même avec Judith, Carol arrive à l'en dissuader au prétexte que le bébé ne peut pas marcher. Lizzie avoue à Tyreese qu'elle nourrissait les rôdeurs à la prison et qu'elle a écorché un lapin pour s'amuser. 
Prenant conscience de sa nature profonde, exacerbée par l'horreur des événements, les deux adultes estiment qu'elle ne pourra plus vivre au contact d'êtres humains, représentant une trop grande menace. En effet, elle n'arrive pas à comprendre que les rôdeurs ne sont plus les humains qu'ils ont été et qu'ils ne cherchent à présent qu'à se nourrir. Carol l'emmène cueillir des fleurs pour sa sœur et la tue d'une balle dans la tête.
- Lors de la séquence de pré-générique, la musique qui est diffusée, Maybe de The Ink Spots[35], correspond à celle de la franchise de jeux vidéo Fallout, jeux post-apocalyptique.
- Andrew Lincoln, Norman Reedus, Steven Yeun, Lauren Cohan, Chandler Riggs, Danai Gurira, Scott Wilson, Emily Kinney, Sonequa Martin-Green et Lawrence Gilliard Jr. n'apparaissent pas dans cet épisode.

### Épisode 15:Nous
- États-Unis : 23 mars 2014 sur AMC
- France : 
  - 24 mars 2014 sur OCS Choc (en VOSTFr)
  - 29 juin 2014 sur OCS Choc[15] (en VF)
- Belgique : 11 juillet 2014 sur Be Séries[20]

- États-Unis : 13,5 millions de téléspectateurs[36] (première diffusion)

- Josh McDermitt (Dr Eugene Porter)
- Christian Serratos (Rosita Espinosa)
- Alanna Masterson (Tara Chambler)
- J.D. Evermore (Harley)
- Davi Jay (Tony)
- Michael Cudlitz (Abraham Ford)

Glenn, Tara, Eugene, Abraham et Rosita suivent les rails pour arriver jusqu'au fameux Terminus. Alors qu'ils progressent dans leur marche, Glenn aperçoit un panneau du Terminus avec une indication laissée par Maggie, Sasha et Bob. Ils continuent alors leur route et arrivent jusqu'à un tunnel avec une nouvelle indication de Maggie. Cependant, Abraham et Rosita ne veulent pas risquer la vie d'Eugene en allant dans ce tunnel mais Glenn et Tara décident d'y aller seuls. Une fois entrés, le duo découvre que le tunnel est en partie effondré et que beaucoup de rôdeurs sont là.
Abraham, Eugene et Rosita ont trouvé un nouveau véhicule et prennent la route pour repartir vers Washington. Mais Eugene qui s'est proposé comme guide indique volontairement un mauvais chemin afin qu'ils se retrouvent à la sortie du tunnel que Glenn et Tara viennent d'emprunter. Alors qu'Abraham se réveille et s'en prend à Rosita, Eugene aperçoit quelqu'un.
En parallèle, Rick, Carl et Michonne ont également suivi les rails. Michonne et Carl jouent à celui qui restera le plus longtemps sur un rail. Le garçon remporte la partie et Michonne le récompense avec une barre chocolatée. Le jeune homme la partage et jette l'emballage par terre. 
De son côté, Daryl fausse compagnie à son nouveau groupe pour aller chasser mais alors qu'il touche un lapin avec une de ses flèches, Len a également touché le lapin avec une de ses flèches et revendique maintenant le gibier. Joe intervient et en profite pour expliquer à Daryl la règle stricte du groupe, « la revendication » et coupe le lapin en deux. Après une nuit passé dans un garage, Daryl est réveillé par Len qui l'accuse d'avoir volé sa part du lapin. En effet, le sac de Daryl contient l'autre moitié. Alors que Daryl plaide son innocence, Joe qui avoue avoir vu Len agir, ordonne au reste du groupe de s'occuper de lui. Ils quittent le garage et Daryl remarque le cadavre de Len au sol, une flèche dans la tête. Sur le chemin, Joe lui explique qu'un homme a tué l'un des leurs et se dirige probablement vers le Terminus. Cet homme, c'est Rick et ils le suivent de près.
Glenn et Tara décident d'escalader les pierres éboulées après avoir créé une diversion pour les rôdeurs. Mais Tara se coince le pied sous un rocher. La situation semble désespérée mais heureusement Maggie, Sasha et Bob arrivent au bon moment avec Abraham, Eugene et Rosita pour éliminer le reste des rôdeurs. Maggie et Glenn peuvent fêter leurs retrouvailles et pour lui faire comprendre que plus jamais ils ne seront séparés, Maggie lui demande de brûler la seule photo qu'il a pu garder d'elle. Eugène convainc Abraham de rejoindre le Terminus avec les autres avant de repartir pour Washington.
- Melissa McBride, Scott Wilson, Emily Kinney et Chad Coleman n'apparaissent pas dans cet épisode.

### Épisode 16:A
- États-Unis : 30 mars 2014 sur AMC
- France : 
  - 31 mars 2014 sur OCS Choc (en VOSTFr)
  - 29 juin 2014 sur OCS Choc[15] (en VF)
- Belgique : 11 juillet 2014 sur Be Séries[20]

- États-Unis : 15,68 millions de téléspectateurs[37] (première diffusion)

- William R. Brock (Forrest Swanson)
- J.D. Evermore (Harley)
- Joe Foley (Membre du Terminal)
- Lennie James (Morgan Jones)
- Davi Jay (Tony)
- Alanna Masterson (Tara Chambler)
- Josh McDermitt (Dr Eugene Porter)
- Jilian McLendon (Chloe)
- Christian Serratos (Rosita Espinosa)
- Michael Cudlitz (Abraham Ford)
- Andrew J. West (Gareth)

Sous forme de flash-backs, Rick se souvient comment Hershel lui a appris à jardiner et à planter des graines afin que Carl ait une autre voie à suivre que celle des armes.
Rick et son groupe ont faim, n'ayant plus grand chose en réserve. Rick montre à Carl et Michonne comment piéger un lapin au collet. L'astuce étant de le prendre dans un goulet d'étranglement. Rick et son groupe sont rejoints par le groupe de Daryl qui veut se venger. Joe leur chef les menace de les tuer mais Daryl souhaite l'en empêcher, lui signalant que ce sont ses amis et des gens bien. Les hommes commencent à le tabasser. Quand un homme s'en prend à Carl, voulant le violer, Rick devient fou. Il égorge Joe à la force de ses dents et Michonne et Daryl parviennent à se débarrasser des autres. Rick éventre celui qui avait des prétentions sur Carl puis le poignarde à de multiples reprises, ce qui traumatise quelque peu le jeune Carl. Michonne dit à Carl que son fils est mort et que depuis elle n'a plus été elle même. C'est au contact de Rick, Andréa et Carl qu'elle est redevenue elle-même.
- Cet épisode marque le départ de l'acteur Scott Wilson qui interprétait Hershel Greene depuis la deuxième saison.

## Accueil

### Réception critique
Cette quatrième saison a reçu des critiques positives et obtient un score de 88 sur 100 sur le site Rotten Tomatoes sur la base de 33 critiques recueillies. Metacritic lui a accordé une note de 75 sur 100 sur la base de 16 critiques.

### Distinctions
Elle a été nommée pour le prix du meilleure équipe de cascadeurs dans une série télévisée lors de la 20e cérémonie des Screen Actors Guild Awards.